# Cressa
Cressa (Creussa in piemontese) è un comune italiano di 1 540 abitanti della provincia di Novara in Piemonte.

## Geografia fisica
Il comune si trova a circa 27 km a nord-ovest del capoluogo, nel cosiddetto medio novarese. Il suo territorio è pianeggiante.

## Origini del nome
Il toponimo pare derivare dal nome del nobile romano Crescinio o Crescente che compare su una lapide ritrovata in frazione Santa Cristina di Borgomanero e ora conservata presso il Museo Lapidario della canonica del duomo di Novara. Il paese è denominato Crisiae in epoca romana e successivamente Cresia (come si evince da un atto notarile del 1236). Il toponimo attuale compare per la prima volta nel 1330 in un documento riguardante l'investitura di beni e redditi a tale Giovanni detto il Ceredano da parte del Monastero di Arona.

## Storia

### Simboli
Lo stemma e il gonfalone del comune di Cressa sono stati concessi con decreto del presidente della Repubblica del 1º marzo 2000.
(D.P.R. del 1º marzo 2000)
Il gonfalone è un drappo di giallo.

## Monumenti e luoghi d'interesse
- Chiesa dei Santi Giulio e Amatore, costruita nel XVII secolo.
- Oratorio di Sant'Antonino, chiesa medievale con abside romanica situata lungo l'omonimo percorso pedonale di Sant'Antonino. Circondata da vigneti, domina la collina morenica al confine tra i comuni di Bogogno e Cressa. Risale all' XI secolo e presenta al suo interno numerosi affreschi.
- Oratorio di San Giulio, nella campagna a sud dell'abitato. L'edificio romanico risale all'XI secolo (le prime fonti scritte in cui viene citato risalgono al 1025, dove risultava come dipendente dalla Pieve di San Genesio di Suno) ma nel corso del Quattrocento venne rimaneggiato. Esso si sviluppa su una sola navata rettangolare ad abside semicircolare, divisa in tre campate. Davanti al portone ligneo di ingresso si trova un grosso lastrone in pietra con scolpite tre croci. Fino al giorno d'oggi si sono preservati alcuni affreschi presumibilmente del XV secolo: una Madonna con Bambino, un San Giulio con gli appestati e un San Giulio con i serpenti.[7]

### Musei
- Museo didattico del Baco da seta, inaugurato nel 2010 e con sede presso Piazza Matteotti. Il Museo, attraverso una serie di pannelli, video e reperti storici, ricostruisce la storia dell'attività della bachicoltura nel territorio di Cressa[8], storicamente legato alla coltivazione del gelso e all'allevamento del baco da seta.[9] Nel corso della stagione scolastica all'interno del museo si svolgono anche laboratori didattici.

## Società

### Evoluzione demografica
Abitanti censiti

## Amministrazione
| Periodo | Periodo  | Primo cittadino | Partito      | Carica  | Note |
| ------- | -------- | --------------- | ------------ | ------- | ---- |
| 2004    | 2009     | Luigi Zabarini  | Lista civica | Sindaco |      |
| 2009    | 2014     | Luigi Zabarini  | Lista civica | Sindaco |      |
| 2014    | 2019     | Gino Tacca      | Lista civica | Sindaco |      |
| 2019    | 2024     | Mauro Gattoni   | Lista civica | Sindaco |      |
| 2024    | In corso | Ilaria Zola     | Lista civica | Sindaco |      |